# Rodolfo Roballos
Rodolfo Alberto Roballos (Paraná, 1921 - Buenos Aires, 2022) fue un político y  funcionario público argentino, que ocupó el cargo de ministro de Bienestar Social durante la presidencia de María Estela Martínez de Perón. 
Trabajó en el Banco de la Nación Argentina desde 1940, desarrollando desde entonces una extensa actividad en el área pública. Fue secretario de la gobernación de la provincia de Entre Ríos durante el gobierno de Ramón Albariño.
Asumió como ministro tras la salida de Carlos Villone, quien sucedió a López Rega en julio de 1975, cuando éste abandonó el país. Tras su salida del cargo de ministro fue arrestado, acusado de maniobras dolosas y posteriormente absuelto por falta de mérito